# Arka Noego (pomnik przyrody)
Arka Noego (tur. Nuh’un Gemisi) – pomnik przyrody położony w okolicy wioski Üzengili u podnóża góry Ararat, w prowincji Ağrı, dystrykcie Doğubayazıt we wschodniej Turcji. Został objęty ochroną 17 września 1987 roku przez rząd Turcji na podstawie hipotezy wysuniętej przez podróżnika Rona Wyatta oraz turecki Uniwersytet im. Atatürka, jakoby odkryta w okolicy góry Ararat skamieniała formacja w kształcie statku mogła być arką Noego. Rząd otworzył w jej pobliżu muzeum opisujące historię badań nad tym obiektem oraz wnioski Wyatta i innych badaczy na jego temat. Pomnik znajduje się na terenie Parku Narodowego Góry Ararat (tur. Ağrı Dağı Milli Parkı).

## Historia
Formację w kształcie statku w okolicach góry Ararat, zauważył w 1959 roku turecki kapitan i kartograf İlhan Durupınar, wykonujący zdjęcia lotnicze terenu na zlecenie NATO. Obiekt uwidocznił się prawdopodobnie po jednym z trzęsień ziemi. O znalezisku napisano w tureckich mediach oraz w amerykańskim magazynie „Life”. Statkopodobną formację zlokalizowano w paśmie górskim Ararat, 30 kilometrów od jego najwyższego, wulkanicznego szczytu i 10 kilometrów od podnóża góry. Część naukowców była zdania, że odnaleziony obiekt to naturalna formacja geologiczna, tylko przypominająca statek, a niektórzy, jak dr Arthur J. Brandenburger, geofizyk i ekspert w dziedzinie fotogrametrii, twierdzili, że obiekt jest dziełem rąk ludzkich i wymaga dokładniejszego zbadania przy użyciu georadaru. Brandenburger, specjalizujący się w analizie zdjęć lotniczych i identyfikacji okrętów, był przekonany, że odnaleziony obiekt jest statkiem, podczas gdy inna grupa badaczy twierdziła, że to zwyczajna formacja geologiczna.
Burzliwą reakcję mediów tureckich i amerykańskich wywołały jednak szczególnie wymiary obiektu. Były one bardzo zbliżone do opisanej w Księdze Rodzaju arki Noego. Obiekt miał 156,64 na 26,66 metrów. Wymiary arki Noego, po przełożeniu użytych w biblijnym opisie egipskich łokci (523 mm) na metry, to także około 156 na 26 metrów. Również jego lokalizacja zgadzała się z biblijnym przekazem, w którym arka osiąść miała w rejonie gór Ararat. Informacja o znalezisku obiegła świat i wywołała wiele spekulacji, że odnaleziony obiekt może być starożytną arką Noego.
Po przeczytaniu artykułu z „Life” miejscem zainteresował się podróżnik i amatorski poszukiwacz artefaktów biblijnych oraz założyciel Muzeum Archeologicznego w Lynnville Hwy – Cornersville w stanie Tennessee, Ron Wyatt. Razem z dr. Arthurem J. Brandenburgerem, Jamesem Irwinem i kilkoma tureckimi naukowcami w roku 1977 rozpoczął trwające 15 lat badania na terenie obiektu i w jego okolicy.
Po zbadaniu obiektu wykrywaczem metali, falami ultrasonograficznymi, generatorem częstotliwości molekularnych i georadarem oraz badaniu pobranej z wnętrza próbki, Wyatt stwierdził, że zgodnie z jego odczytami, obiekt był wytworem rąk ludzkich, przypominającym statek. Powyższe dane, jak również fakt, że w miejscu, gdzie odnaleziono statkopodobny obiekt, nie ma i nigdy nie było zbiorników wodnych, w których mogłyby pływać statki, skłoniły Wyatta do wysunięcia hipotezy, że mogą to być pozostałości legendarnej arki Noego. Przedstawił swoje wnioski rządowi tureckiemu, który wysłał na miejsce własną ekipę naukowców. W badania zaangażowany był m.in. turecki Uniwersytet im. Atatürka, Uniwersytet Yüzüncü Yıl i Instytut MTA (Generalna Dyrekcja Badań i Eksploracji Kopalin). Rząd zawiązał także specjalny komitet w sprawie zbadania domniemanej arki Noego, na którego czele, jako przewodniczący z ramienia ministerstwa, stał dr Salih Bayraktutan. Zgodnie z relacją tureckich mediów, ww. naukowcy stwierdzili, że ich zdaniem pod warstwą zastygłej lawy i ziemi znajduje się jakiś statek o rozmiarach zbliżonych do arki Noego.
Z wnioskiem nie zgadzała się inna grupa amerykańskich badaczy, którzy w latach 90. pobrali próbkę z formacji. Stwierdzili, iż zawierała ona jedynie ziemię i uznali obiekt za formację geologiczną. Jednym z naukowców, który nie zgadzał się z teorią o Arce Noego, był znany z aktywnej opozycji wobec twierdzeń kreacjonistów i kontrowersyjnych wypowiedzi na temat zmian klimatu australijski geolog Ian Plimer, który w 1994 roku pobrał próbki ziemi z obiektu. Plimer stwierdził, że podczas badania nie natrafił na skamieniałe belki, tylko na błoto i ziemię. Uznał, że obiekt był formacją geologiczną, a nie dziełem rąk ludzkich. Opinia Plimera nie przekonała zwolenników teorii o Arce Noego, którzy uważali, że nie przeprowadził tak dokładnych badań, jak naukowcy tureccy i zarzucali mu, że nie zastosował georadaru.
Ponieważ historia o Arce znajduje się zarówno w Biblii, jak i w Koranie, rząd turecki postanowił upamiętnić to miejsce, objąć obiekt ochroną i założyć Centrum Turystyczne Arki Noego. Ministerstwo Kultury i Turystyki wraz z wyższą radą ds. miejsc o znaczeniu kulturowym i przyrodniczym dnia 17 września 1987 roku wydało decyzję nr 3657 o ochronie terenu, na którym znajduje się obiekt, przez jednych uznany za formację geologiczną, przez innych za skamieniały statek lub, w przypadku zwolenników historii biblijnych, także za arkę Noego.
W ceremonii otwarcia centrum wzięli udział: gubernator prowincji Ağrı, gubernator powiatu Doğubayazıt, burmistrz Usha, Osman Baydar i Ron Wyatt jako gość honorowy wraz z grupą lokalnych i zagranicznych naukowców i badaczy oraz mieszkańców. Postawiono także znak drogowy „Nuhun Gemisi, Noah’s Ark” kierujący turystów do pomnika przyrody pod tą nazwą.

## Późniejsze lata
Z czasem nazwany Arką Noego (tur. Nuh’un Gemisi) obiekt stał się mniej widoczny. Częste w tych rejonach trzęsienia ziemi doprowadziły do jego częściowej degradacji. Naniesiona ziemia i obrastająca go trawa sprawiają, że wielu turystów jest zawiedzionych, mając nadzieję na bardziej spektakularny widok. Z tego powodu ośrodek turystyczny przy tzw. Arce Noego podupadł i przez kilka lat był zamknięty. Następnie odremontowano i otworzono go ponownie, ale sam obiekt uważany za arkę został pozostawiony samemu sobie, coraz bardziej wtapiając się w otaczający go krajobraz.
W roku 2005 turecki reżyser filmów dokumentalnych, Mehmet Sertesen, nakręcił film o odkryciu domniemanej arki Noego, podsumowujący wyniki badań i zawierający wywiady z członkami ekspedycji oraz kapitanem İlhanem Durupınarem, który jako pierwszy zlokalizował obiekt. Dokument wyświetlony został na IX Tureckim Międzynarodowym Festiwalu Filmów Dokumentalnych (9th TRT International Documentary Awards). Zgodnie z doniesieniami tureckich mediów miał obejrzeć go także przedstawiciel Walta Disneya, który zainteresował się miejscem. Zamierzał zainwestować w region i otworzyć tam tematyczny park rozrywki. Rząd turecki zignorował jednak tę propozycję. Centrum i pomnik przyrody zwany Arką Noego pozostały więc miejscem niszowym.